# Hồng Long
Hồng Long là một xã thuộc huyện Nam Đàn, tỉnh Nghệ An, Việt Nam.
Xã Hồng Long có diện tích 7,39 km², dân số năm 1999 là 4714 người, mật độ dân số đạt 638 người/km².